# Overstromingen van oktober 2024 in Spanje
Op 29 oktober 2024 zorgden hevige regen en weerverschijnsel DANA voor meer dan een maand- en zelfs jaarhoeveelheid aan neerslag in verschillende gebieden in het zuidoosten van Spanje, waaronder de regio Valencia, Castilië-La Mancha en Andalusië. 78 gemeenten werden getroffen. De resulterende overstromingen veroorzaakten tot 22 december de dood van minstens 231 mensen, waarvan 223 in Valencia, 7 in Castillë-La Mancha en 1 in Andalusië  en nog 3 vermisten. Er is aanzienlijke materiële schade aan gebouwen en hun inboedel, wegen, treininfrastructuur, landbouw en bruggen. Tienduizenden autowrakken kwamen verspreid onder de modder te liggen. Het is de ergste overstromingsramp sinds 2000 in Spanje.

## Gebeurtenissen

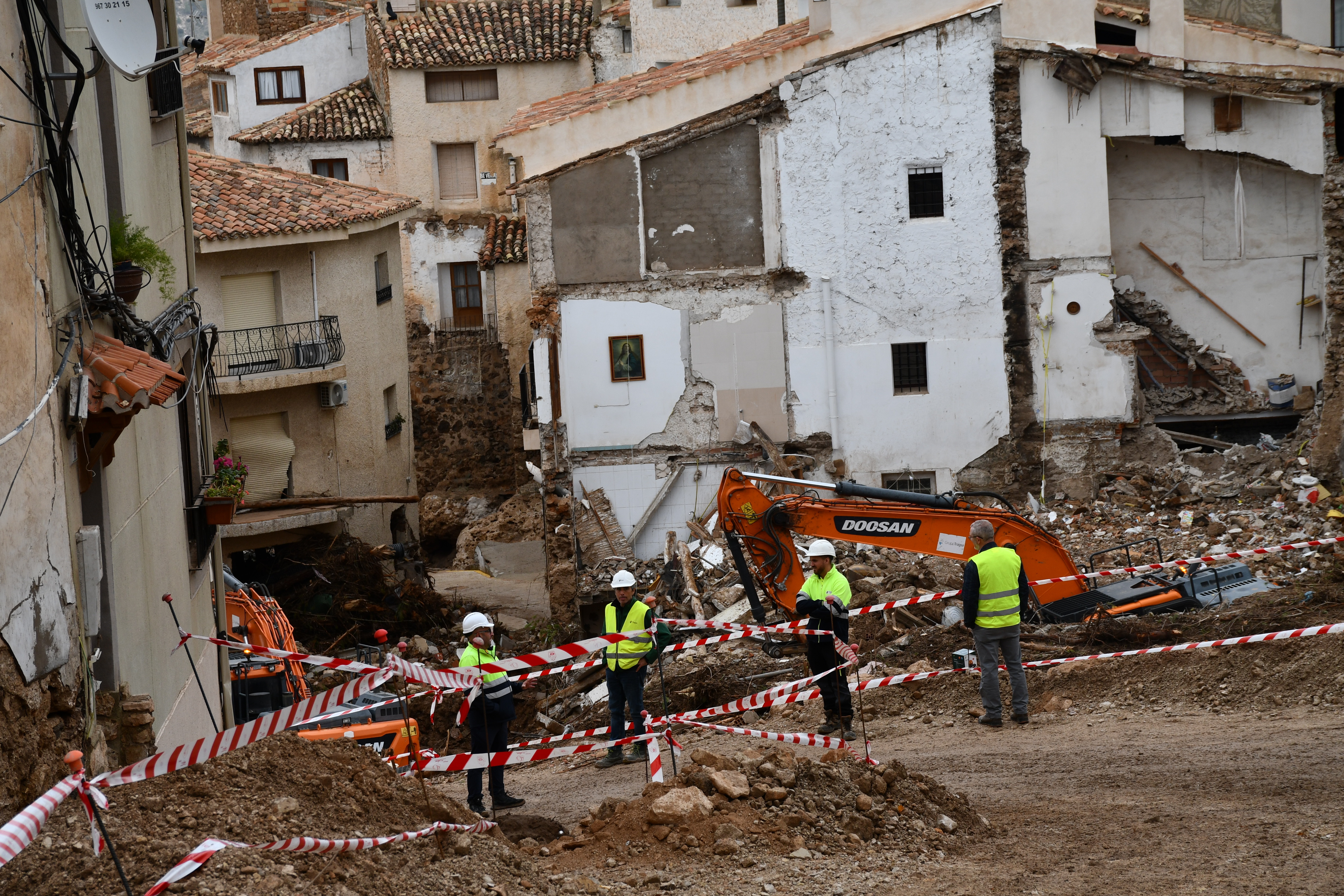
Schade in Letur (Albacete)

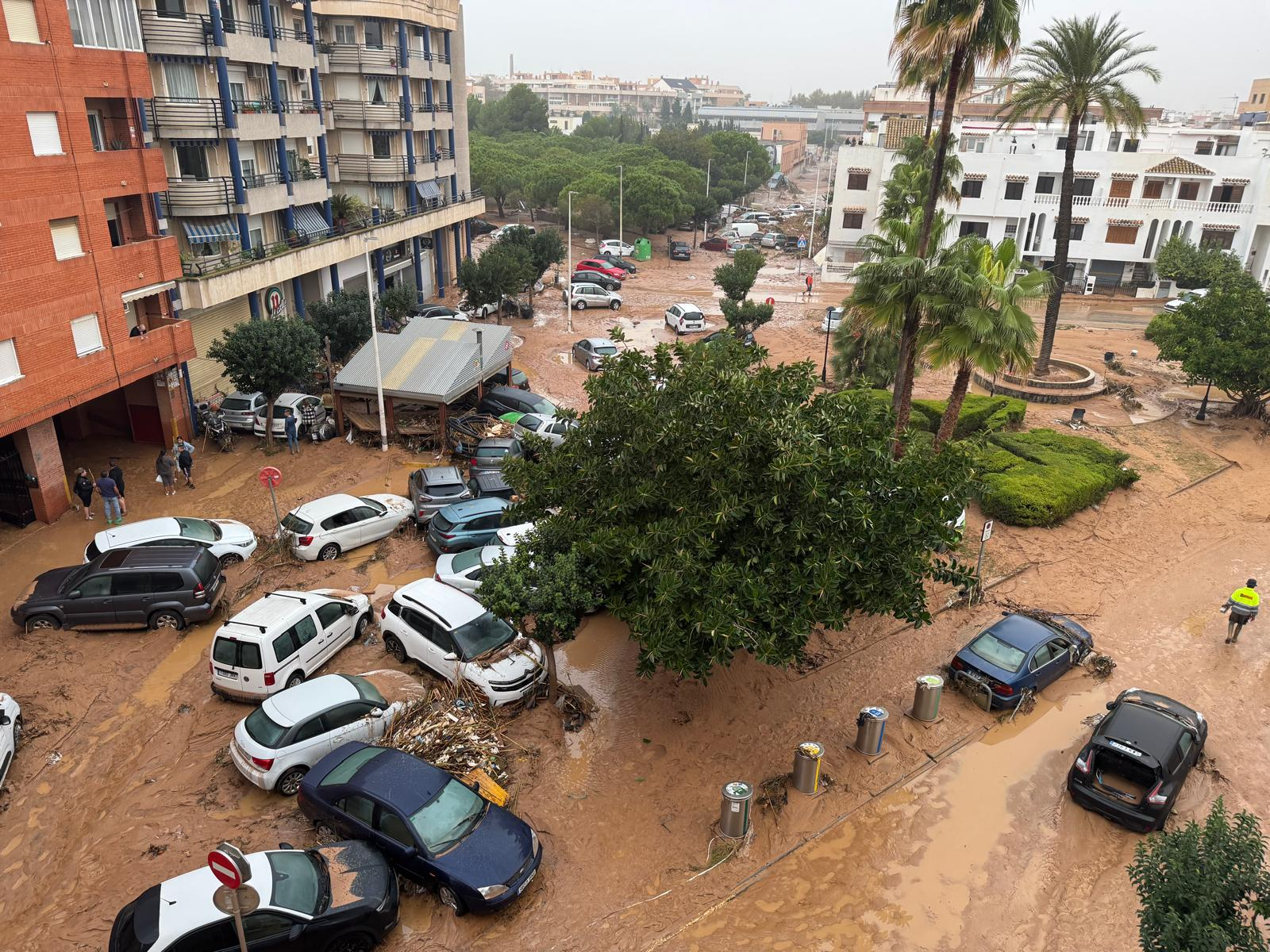
Schade in Catarroja

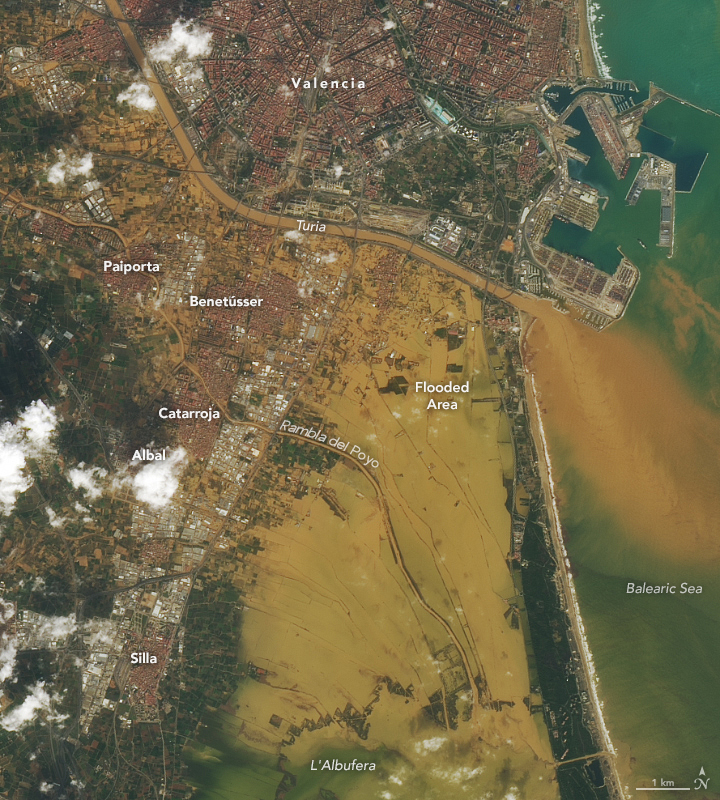
Overstroomde gebieden

Vanaf 29 oktober 2024 zorgde een gota fría ("koude druppel") voor hevige regenval en hagelbuien met plotselinge, felle overstromingen in het zuiden en zuidoosten van Spanje, vooral in de regio Valencia. Chiva kreeg bijna 500 millimeter regenval, Utiel en Turís elk 200 mm, en andere zuidoostelijke gemeenten 100 mm. In Andalusië veroorzaakte het weerverschijnsel aardverschuivingen en schade aan gebouwen, wegen, bruggen en landbouwgrond. Verschillende regio's geraakten geïsoleerd en zaten dagenlang zonder elektriciteit, telefoon- en internetverbinding en drinkbaar water. Hierdoor ontvluchtten inwoners hun dorpen, wat bemoeilijkt werd door wegen die weggespoeld of onberijdbaar waren, ook hulp geraakte moeilijk ter plekke. Mensen werden verrast en geraakten vast in hun wagens, ondergrondse garages en gebouwen. Velen moesten door de Guardia Civil worden gered. Dagenlang was er onduidelijkheid over het aantal vermisten. 
Er werden in de dagen na de ramp duizenden hulpverleners ingezet: militairen, agenten, civiele bescherming en brandweer. Duizenden vrijwilligers kwamen te voet naar het rampgebied om te helpen met materieel, voeding en water. Vaak waren zij daar voor de eerste officiële hulpverleners. Mobiele mortuaria werden opgezet en het gerechtsgebouw van Valencia ging dienstdoen als mortuarium.
Het Plan Sur (Plan Zuid), de nieuwe rivierbedding voor de Turia, gebouwd nadat deze in 1957 catastrofaal overstroomde, voorkwam overstromingen in de stad Valencia, maar zorgde er wel voor dat de bebouwing ten zuiden ervan overstroomde. Overstromingen troffen uiteindelijk alle woongebieden in Horta Sud, en ook de meeste in Camp de Túria en in Requena-Utiel. In Paiporta vielen de meeste dodelijke slachtoffers.
De dagen nadien bleef het geregeld fel regenen in verschillende delen van Spanje, eveneens in de eerder getroffen regio's. Op 4 november viel er veel neerslag in en rond Barcelona en Tarragona. Ook daar was er wateroverlast en werden wegverkeer, treinverkeer en de luchthaven van Barcelona gehinderd.
Op 13 en 14 november viel er zowel in Málaga, de rest van Andalusië, Tarragona, Catalonië en Valencia veel neerslag als gevolg van weerfenomeen DANA. Vooral de stad Málaga kreeg te maken met overstromingen. Een ziekenhuis, de universiteit, metro en de luchthaven daar hadden te kampen met wateroverlast. Deze keer werd de bevolking gewaarschuwd en werden duizenden inwoners geëvacueerd. De situatie in Valencia, waar nog steeds wegen geblokkeerd waren door puin, was minder ernstig dan twee weken voordien.

## Reacties

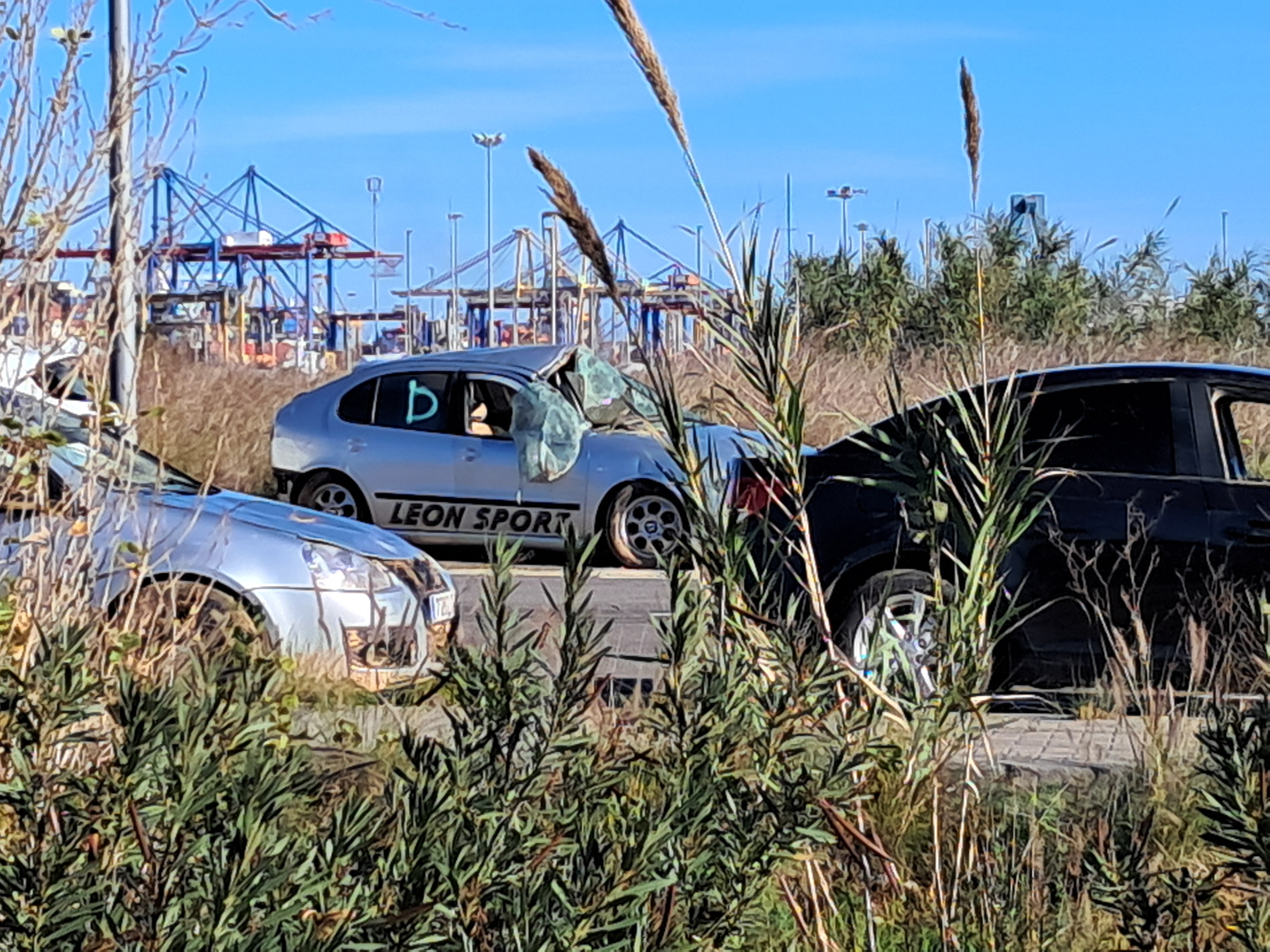
Ten zuiden van de rivier de Turia bij de stad Valencia zijn in januari 2025 honderden beschadigde auto's opgeslagen.

De Spaanse regering kondigde op 30 oktober drie dagen van nationale rouw af. Er klinkt kritiek op de Spaanse overheid, die burgers te laat gewaarschuwd zou hebben, de hulp van overheidswege zou onvoldoende zijn en de communicatie onduidelijk. Koning Felipe en zijn echtgenote Letizia werden bekogeld met modder en uitgejouwd tijdens een bezoek aan Paiporte op 3 november. Het koninklijk echtpaar werd verweten pas vijf dagen na de ramp een bezoek aan de regio te brengen.
In een interview met Reuters legt Manuel Alcaide, een vertegenwoordiger van de Spaanse boerenorganisatie COAG, de nadruk op de enorme verliezen die boeren draaien door weggespoelde machines en irrigatiesystemen. Dit omdat deze machines naast hun essentiële functie, zeer prijzig zijn. Dit vergroot de financiële schade voor de boeren aanzienlijk, aldus Alcaide. In ditzelfde interview bouwt de Valenciaanse citrusboer Bernardo Ferrer hierop voort met zijn zorgen over de zware financiële gevolgen van de Spaanse overstromingen voor boeren. Hoewel hij, net als veel andere fruitboer, verzekerd is tegen natuurschade, meent hij zelf dat noten- en wijnboeren vaak niet dezelfde dekking hebben. Agroseguro, de vereniging van Spaanse landbouwverzekeraars, heeft hierop als reactie aangegeven dat de schade door de overstromingen vergoed zal worden. Zodra de getroffen boeren en veehouders hun boerderijen kunnen bereiken, zal het schadeclaimsproces van start gaan, aldus de verklaring van de vereniging.
De reacties van de betrokkenen illustreren diverse manieren waarop mensen omgaan met de gevolgen van een natuurramp. Deze variëren van het zoeken van steun bij anderen tot het wijzen naar externe oorzaken, zoals de overheid of de regering (externe attributie). Het blijft echter onduidelijk of de Spaanse regering structurele hervormingen op het watermanagementbeleid met betrekking tot overstromingsgevaar laat plaatsvinden.
De Europese Commissie zegde hulp toe aan de getroffen gebieden.